# Ramkie

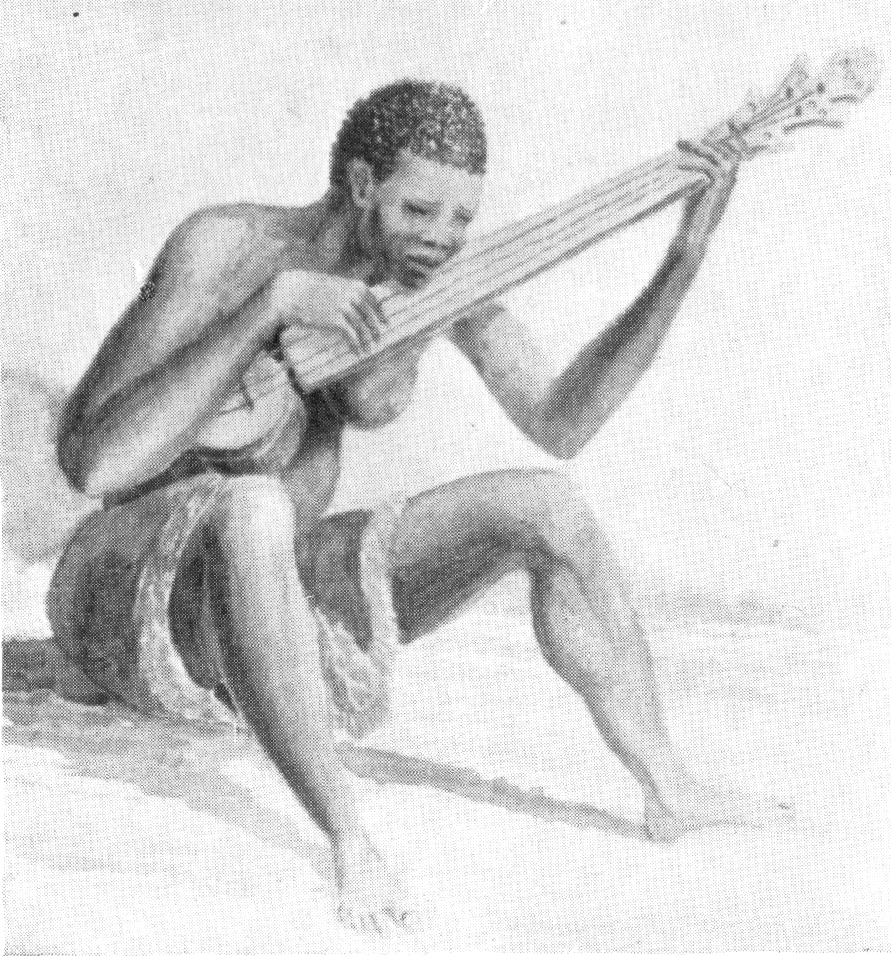
Älteste bekannte Abbildung einer ramkie. Aquarell von Charles Davidson Bell, 1834. Eine Khoikhoi-Frau spielt eine dreisaitige Langhalslaute mit Kalebassenkorpus.

Ramkie war eine gezupfte Langhalslaute mit drei oder vier, gelegentlich sechs Saiten und einer Kalebassenhalbschale als Korpus, die im 18. und 19. Jahrhundert in Südafrika gespielt wurde. Das ursprünglich von Khoikhoi verwendete, im Verlauf des 19. Jahrhunderts von Bantu übernommene Saiteninstrument war in einer jüngeren Version mit einem Blechkanister-Resonator bis in die 1930er Jahre verbreitet. Später wurde die ramkie fast gänzlich durch die europäische Gitarre ersetzt. Die ramkie stammt nicht aus der südafrikanischen Musiktradition, sondern geht vermutlich auf kleine portugiesische Gitarren zurück, die von malaiischen Sklaven aus Indonesien nach Südafrika gebracht wurden.
Selbst gefertigte Gitarren aus Blechkanistern blieben im südlichen Afrika als Relikt hauptsächlich in der Musik von Jugendlichen erhalten, in den 1950er Jahren verbreiteten sich darüber hinaus mit der Kwela-Musik Nachbauten amerikanischer Banjos mit kreisrundem Korpus und Hautdecke. Aus vornehmlich nostalgischen Gründen werden heute auch industrielle Blechkanister-Gitarren vertrieben.

## Herkunft und Bauform
Die ramkie war die erste mehrsaitige Halslaute, die in ganz Südafrika gespielt wurde; in einem Gebiet, in dem zuvor vorwiegend einsaitige, mit einer Kalebasse verstärkte Musikbögen wie der uhadi der Xhosa und Mundbögen wie der umrhubhe bekannt waren. Daneben gab es zweisaitige Stabzithern, darunter Plattstabzithern von Typ der zeze. Ein mehrsaitiges Instrument aus vorkolonialer Zeit im südlichen Afrika ist ein Pluriarc, den der schwedische Forschungsreisende Karl Johan Andersson 1875 als „eine Art Gitarre“ bezeichnete. Der Afrikaforscher Bernhard Ankermann (1901) beschreibt den siebensaitigen Pluriac der Ovambo zusammen mit sieben anderen Zupfinstrumenten dieses Typs in Schwarzafrika. Die Damara in Namibia nennen den Ovambo-Pluriarc, dessen Korpus aus einem rechteckigen hölzernen Trog mit Holzdecke besteht, ǃgoukhas. Percival Kirby (1934) erwähnt diesen Pluriac als das einzige mehrsaitige Instrument, das er südlich des Limpopo außer der ramkie zu Gesicht bekam.
Wann die ramkie in Südafrika eingeführt wurde, ist unklar. Kirby hält sie für eines von zwei Instrumenten, die auf einen frühen europäischen Einfluss zurückgehen. Das andere ist eine simple Nachahmung der Violine, die der schwedische Naturkundler Anders Sparrman 1772 bis 1776 bei den südafrikanischen Khoikhoi unter dem Namen t’guthe fand. Drei bis vier Saiten waren bei der t’guthe über ein Brett gespannt und wurden mit einem Bogen gestrichen. Sparrman erwähnt außerdem den mit dem Mund angeblasenen Khoikhoi-Musikbogen gora. Ab Anfang des 19. Jahrhunderts werden in europäischen Reiseberichten etwas aufwendigere Fiedeln beschrieben.
Als älteste Quelle für die ramkie zitiert Kirby den preußischen Reisenden Otto Friedrich Mentzel, der sich von 1733 bis 1741 in Südafrika aufhielt. Mentzel ist sich sicher, dass die ramkie, deren Namen er mit ravekinge oder xguthe wiedergibt, keine Erfindung der Khoikhoi („Hottentotten“) sein kann, sondern die Nachahmung eines Instruments ist, das mit Sklaven von der indischen Malabarküste kam. Sie gehörte zu den Musikinstrumenten, die Sklaven für sich und nicht zur Unterhaltung ihrer Herren spielten. Vermutlich wurde sie eher zur akkordischen Begleitung als zur Melodiebildung verwendet. Was Mentzel über die Spielweise mitteilt, spricht ebenfalls dafür, dass die ramkie keinen afrikanischen Ursprung hat. Wenn die Halslaute aus Indien stammt, wurde sie mit portugiesischen Handelsschiffen gebracht. Portugiesen hatten Anfang des 16. Jahrhunderts mit der Inbesitznahme von Kolonialgebieten in Indien begonnen.

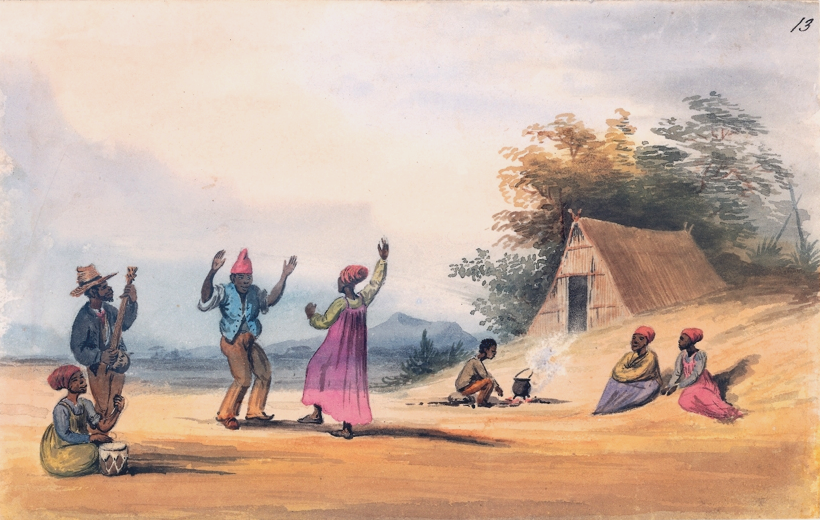
Trommel ghoema und ramkie spielen zum Tanz vor einem kapstylhuis, dessen Grasdach bis zum Boden reicht und das für die Provinz Westkap typisch ist. Aquarell von Charles Davidson Bell, 1830er Jahre.

Zugunsten der indischen Herkunft zieht Kirby eine Parallele zu einer kinanda genannten Laute, die in der Swahili-Kultur der ostafrikanischen Küste und auf Sansibar bekannt war und die er mit der indischen Langhalslaute kinnari vina in Verbindung bringt, wobei er sich nicht auf die Stabzither kinnari vina, sondern auf eine Laute mit einem Korpus aus einem Straußenei bezieht. Die kinanda war der Beschreibung von Ralph Skene (1917) zufolge ein siebensaitiges, gitarrenartiges Instrument, das zusammen mit der kleinen zweifelligen Zylindertrommel marwasi (von Arabisch mirwas, Pl. marāwīs) zur Begleitung des „Kinanda-Tanzes“ eingesetzt wurde. Später wurde das Wort kinanda auf unterschiedliche Musikinstrumente (im heutigen Taarab Saiteninstrumente allgemein und indisches Harmonium) übertragen. Einige der im Musikstil Taarab verwendeten Instrumente haben einen nahöstlichen oder indischen Ursprung.
Für das Wort ramkie sind die historischen Schreibvarianten ramki, raamakie, ramakie, ramakienjo, ramgyib, ramkietjie, rabeltin, rabouquin und weitere überliefert. Die ravekinge Mentzels wird vom französischen Entdecker François Levaillant (1790) rabouquin, vom schwedischen Naturforscher Carl Peter Thunberg 1796 rabékin und von Petrus Borchardus Borcherds (1861) ramakienjo genannt. Alle Wortbildungen des Zupfinstruments werden auf Portugiesisch rabequinha und weiter auf rabeca pequena zurückgeführt, wie eine kleine portugiesische Fiedel hieß, die mit der mittelalterlichen und frühneuzeitlichen rebec namensverwandt war. Rebec ist schließlich von Arabisch rabāb abgeleitet, woraus in Indonesien die Bezeichnung für das Streichinstrument rebab wurde. Die rabequinha gelangte wie die kleine Gitarre cavaquinho bis nach Brasilien. Ein ebensolches Zupfinstrument mit vier Saiten auf der Insel Madeira ist die braguinha, älterer Name machete, die Vorläuferin der ukulele. In Indonesien entwickelte sich aus der portugiesischen cavaquinho die kleine fünfsaitige Zupflaute kroncong, die mit einer Rahmentrommel zur Tanzbegleitung gespielt wurde. Kroncong heißt in Indonesien zugleich das gesamte Ensemble mit weiteren europäischen Instrumenten und portugiesischen Melodieanklängen. Über den Umweg Indonesien könnten neben den europäisch-arabischen Lautentypen weitere Kultureinflüsse nach Südafrika gelangt sein. Anders als die von Mentzel und nachfolgend Kirby aufgestellte These der indischen Herkunft meint daher Daniël G. Geldenhuys (1998), dass die Khoikhoi ein Instrument der Kapmalaien, die von der Niederländischen Ostindien-Kompanie als Arbeitssklaven aus Indonesien geholt worden waren, übernommen haben. Der zweite von Mentzel angegebene Name xguthe steht mit t’guthe, dem von Sparrmann erwähnten Streichinstrument, in einer sprachlichen Verbindung.
Den historischen Beschreibungen zufolge muss es unterschiedliche Formen dieses Zupfinstruments gegeben haben. Bei Thunberg (1796) besteht die rabékin der Khoikhoi aus einer Kalebassenhalbschale mit einer flachen Decke und drei oder vier Saiten, die mit Wirbeln gespannt werden. Dieselbe Beschreibung gibt Borcherds, der 1786 bis 1801 in Stellenbosch lebte und abends die ramakienjo hörte, wie sie von den Sklaven seines Vaters gespielt wurde. Der englische Forschungsreisende John Barrow, der sich 1797 bis 1804 in Südafrika aufhielt, erwähnt zwei Saiteninstrumente, darunter ein gabowie genanntes Zupfinstrument mit drei Saiten, einem ausgehöhlten Holzkorpus und einem langen Hals. Das andere Instrument war offenbar ein einsaitiger Musikbogen, gora, der bemerkenswerterweise einen Stimmwirbel besaß und dessen Namen er mit gowra wiedergab.
Den Namen gabowie überliefert auch der britische Captain Robert Percival (1765–1826), der 1795/96 beim Angriff gegen die Niederländer in Südafrika beteiligt war. Er sah eine junge Frau, die mit einem vier- oder fünfsaitigen Instrument den Rundtanz von einem Dutzend Khoikhoi-Männern begleitete. Die Saiten aus Messing waren über ein langrechteckiges Brett gespannt und an beiden Enden durch Stege auf Abstand gehalten. Auf dem Brett war ein Spiegel angebracht, in den die Frau während des Spiels ständig hineinblickte. Die Saiten riss sie mit einem Plektrum an, während eine weitere Musikerin gora spielte. Ob das Holz wie bei dem von Barrow erwähnten Instrument ausgehöhlt oder flach war, lässt Percival offen. Bei der angegebenen Größe (rund 90 × 30 Zentimeter) scheint dieses Instrument keine Laute, sondern eine Brettzither gewesen zu sein. Außer in diesen beiden Quellen taucht der Name gabowie nirgends auf, aber Hinrich Lichtenstein (1812), der zwischen 1803 und 1805 in Südafrika als Arzt tätig war, erwähnt eine „Art von Zither, die sehr einfach aus vier, über eine halbe ausgehöhlte Kürbisschale gezogenen Saiten und einem daran befestigten rohen Griffbrett bestand.“ Sie wurde gespielt, als Lichtenstein einige kranke Khoikhoi besuchte. Er hörte die gleichen Tonfolgen wie bei der gora.

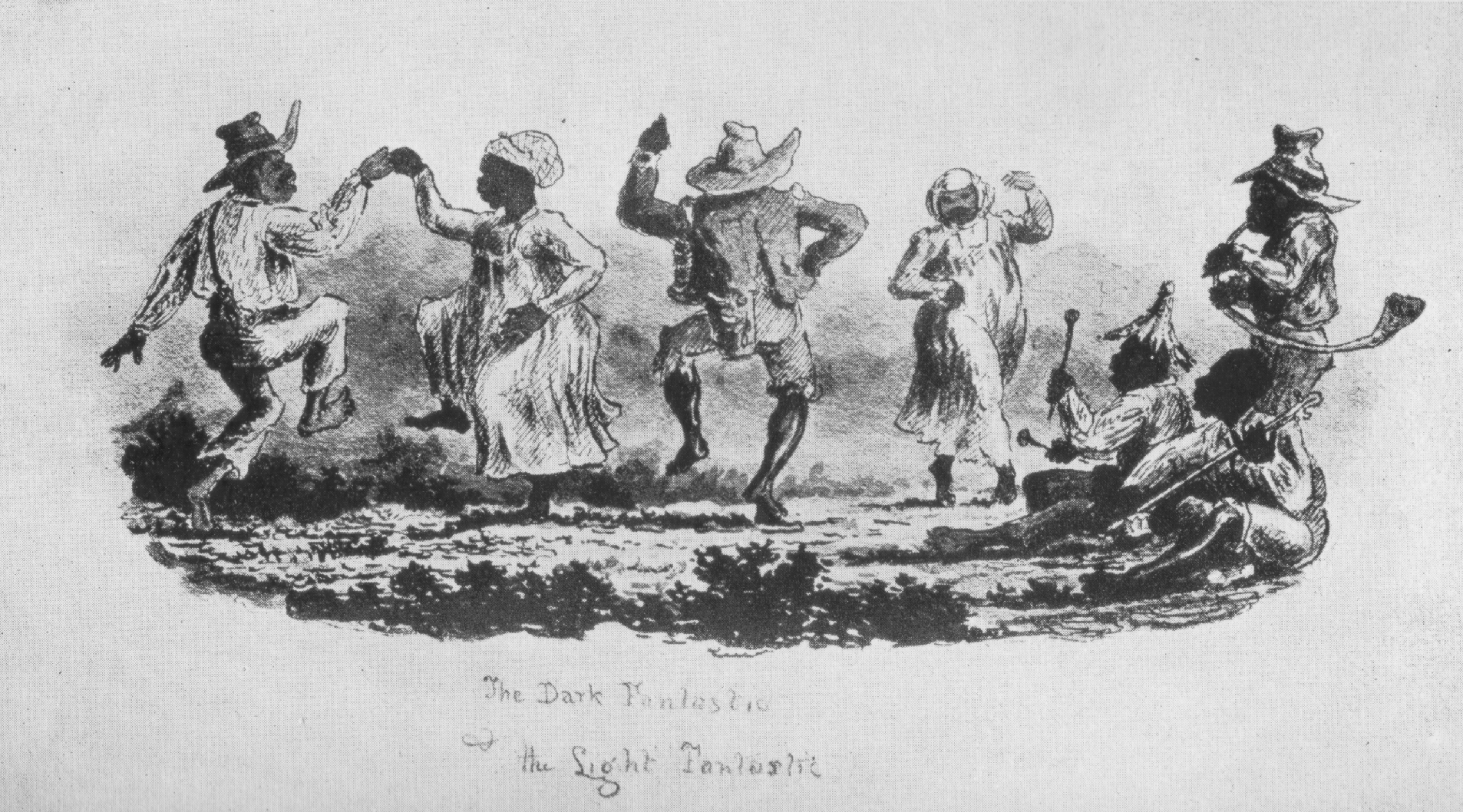
Kapmalaiien imitieren europäische Tänze und Musik. Die Musikgruppe spielt Trommel, Horn und ramkie. Im 19. Jahrhundert versammelten sich die Sklaven sonntags außerhalb der Städte, um zu tanzen und satirische Lieder (moppies) zu singen. Aquarell von Charles Davidson Bell, um 1840.

Ramkie und gora produzierten dem schottischen Offizier John Wedderburn Dunbar Moodie (1797–1869) zufolge „wilde und melancholische Töne“, die er abends auf der Verandah vor dem Haus seines Bruders sitzend hörte. Moodie, der dort zwischen 1819 und 1829 lebte, beschreibt die ramkie als Art Gitarre mit sechs Saiten, die über ein schmales Griffbrett gespannt waren. Der Resonanzkörper bestand aus einer halben Kalebasse, über die als Decke eine Tierhaut gespannt war. Von besonderer Bedeutung ist Moodies Beschreibung, weil er erwähnt, dass die Musikerin die Oktave über dem leeren Saitenton produzierte, indem sie mit dem Kinn die Saiten leicht in der Mitte berührte. Dies ist eine für die Khoikhoi typische Technik, die nichts mit der europäischen Spielweise der Gitarre zu tun hat. Sie wird unter anderem von Nama-Frauen in Namibia beim Spiel des Musikbogens khas (Nama-Sprache, „Bogen“) angewendet.
George Thompson, der ab 1818 Südafrika bereiste, beschwert sich in seinem 1827 veröffentlichten Reisebericht, eines Abends habe eine Khoikhoi-Frau eine raamakie mit einer Kalebasse und violinenartigen Saiten gespielt und dabei nur ein dumpfes monotones Gezupfe ohne hörbare Melodie hervorgebracht. Das Instrument war bei einem Meter Länge rund zwölf Zentimeter breit. Die beiden von Mentzel in der ersten Hälfte des 18. Jahrhunderts angegebenen Bezeichnungen ravekinge und xguthe kommen noch einmal ähnlich in einem Bericht des Zoologen Leonhard Schultze von 1907 vor. Zwar sah Schultze bei den Khoikhoi überhaupt kein Saiteninstrument, er hörte sie aber von einer Art Gitarre erzählen: „sie nennen es ramgyib oder !gutsib (von !gut = zudecken, in diesem Fall: das Resonanzgefäß mit einem Fell überspannen).“ Das Saiteninstrument ramgyib kommt auch in einer von Schultze gesammelten Fabel vor, in der ein Leopard einem Schakal auflauert, der zuvor eine Kuh geschlachtet hat.
Die Kirby zufolge früheste erhaltene Zeichnung einer ramkie stammt von Charles Davidson Bell (1813–1882), dem leitenden Landvermesser der Kapkolonie und 1834 Teilnehmer der wissenschaftlichen Andrew Smith-Expedition ins Innere Südafrikas. Erkennbar ist eine dreisaitige Langhalslaute mit einem breiten Griffbrett und einem runden Kalebassen-Resonator, der mit Tierhaut überspannt ist. Zu sehen sind ferner drei vorderständige Wirbel an einer floral geschwungenen Kopfplatte und ein im vorderen Drittel auf der Hautdecke aufgestellter Steg. Die am Boden hockende Musikerin hält das Instrument wie eine Gitarre schräg vor dem Oberkörper, zupft die Saiten mit den Fingern der rechten Hand und verkürzt diese mit der linken Hand. Sie beugt ihren Kopf über die Mitte des Griffbretts und scheint – wie von Moodie in den 1820er Jahren beobachtet – die Saiten mit dem Kinn zu berühren. Eine weitere Zeichnung von Charles Bell, die um 1840 entstand, zeigt eine muntere Gruppe kapmalaiischer und afrikanischer Tänzer und Musiker, die augenscheinlich versuchen, europäische Verhaltensmuster zu imitieren. Hierfür hat der Trommler seine Handtrommel (ghoema) auf den Boden gestellt und schlägt sie wie eine europäische Kesseltrommel mit zwei Stöcken. Ein Musiker bläst in ein halbkreisförmig gebogenes „Horn“, das aus dem Stängel einer Seetangart (Ecklonia buccinalis) besteht, und der dritte sitzt mit einer ramkie, von der keine Details erkennbar sind, am Boden.
Eine der wenigen existierenden Fotografien, auf der die ursprüngliche Form einer ramkie mit Kalebassenkorpus zu sehen ist, entstand um 1900. Das abgebildete viersaitige Instrument mit einem langen, in der Mitte leicht ausgebauchten Hals und einer ovalen Kopfplatte wurde mit einem Kapodaster gespielt, der dicht unterhalb des Sattels angebracht war. Dieses Instrument entspricht weitgehend der Beschreibung von Mentzel gut 150 Jahre zuvor. Das älteste erhaltene Exemplar, das im McGregor Museum in Kimberley aufbewahrt wird, besitzt anstelle der Kalebasse als Resonator einen kleinen, annähernd quadratischen Blechkasten, der mit einer Schafshaut bespannt ist und einen spatenförmigen, im oberen Bereich schmalen Hals. Die drei Saiten verlaufen von einem Fortsatz des Halses, der an der Unterseite des Blechresonators herausragt, über einen breiten Steg zu vorderständigen Wirbeln auf der Kopfplatte. Das Instrument gehörte, bis es 1912 in den Besitz des Museums gelangte, einem Koranna-Jungen aus der Provinz Nordkap.

## Verbreitung

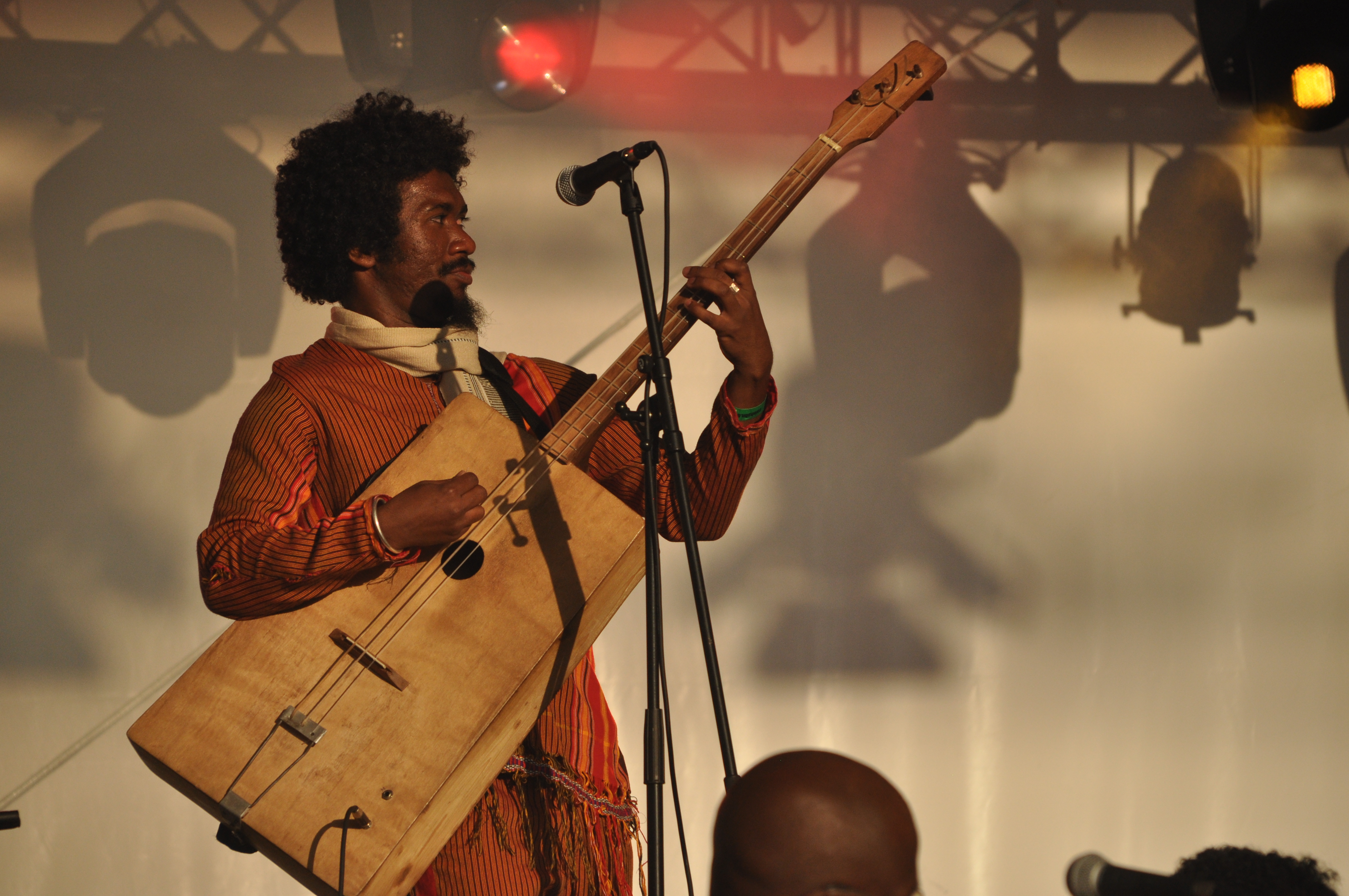
Große Ausführung der madagassischen kabosy, gespielt von der Gruppe Ny Malagasy Orkestra beim Weltmusikfestival Horizonte in Koblenz, 2013

Die alte Form der ramkie war um 1900 praktisch verschwunden. Nach Percival Kirbys Beobachtungen gab es in den 1930er Jahren noch einige „degenerierte Formen“, worunter er Typen mit Resonatoren aus Blechkanistern verstand. Ansonsten hatten billige europäische Gitarren die ramkie ersetzt. Gerhard Kubik (1989) greift Kirbys Einschätzung „degeneriert“ auf und unterscheidet stattdessen zwei Typen von im südlichen Afrika entstandenen Langhalslauten, die von den Musikern selbst hergestellt werden und unter der Bezeichnung banjo bekannt sind: Der erste Typ ist die ramkie mit einem Korpus aus einem rechteckigen Blechkanister, in dessen Oberseite mittig ein Schallloch eingeschnitten wurde. Die Saiten verlaufen wie bei der Gitarre über einen unterhalb des Schalllochs aufgestellten Steg zu einer Kopfplatte mit hinterständigen Wirbeln.

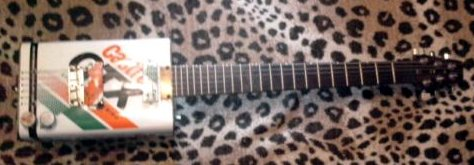
Nachbau einer ramkie mit einem Korpus aus einem Ölkanister: Afri-can guitar.

Der zweite Typ ähnelt eher einem Banjo. Er besitzt einen kreisrunden Korpus, der aus einem alten Blechkochtopf oder einem ähnlichen Haushaltsgegenstand herausgeschnitten wurde und der an der Oberseite mit einer Hautdecke bespannt ist. Die Decke ist mit Drahthaken am Korpusring festgebunden, wohl als Nachahmung der Spannbügel eines Banjos. Falls kein geeigneter Draht vorhanden ist, werden wie bei einer zweifelligen Rahmentrommel auf beiden Seiten Membrane aufgezogen und mittels Hautstreifen V-förmig gegeneinander verspannt. Sind beide Häute getrocknet, kann in der unteren ein großes Loch eingeschnitten werden. Das Vorbild dieses Typs, das amerikanische Banjo, wurde in den 1920er und 1930er Jahren mit amerikanischen Tanz- und Musikstilen wie Foxtrott, Shimmy und Dixieland populär.
Beide Typen besitzen den gleichen Hals; die unterschiedlichen Korpusformen lassen jedoch entwicklungsgeschichtlich keine Abstammung voneinander, sondern eine jeweils eigene Herkunft erwarten. Der gemeinsame Name banjo (im nordwestlichen Sambia mbanjo) hat mit einer vorgestellten kulturellen Zusammengehörigkeit der beiden Varianten zu tun, aber nur der Typus mit rundem Korpus lässt sich als selbst gefertigter Nachbau des industriell hergestellten amerikanischen Vorbilds verstehen.
Dagegen geht Kubik zufolge die banjo genannte Laute mit einem Blechkanisterkorpus auf die alte ramkie-Tradition zurück. Kirby gibt für eine in der Umgebung von Gaborone im Süden von Botswana gespielte ramkie mit drei Saiten die Stimmung G, C und E an. Dies entspricht der üblichen Stimmung der selbstgebauten banjos im gesamten südlichen Afrika. Gerhard Kubik machte 1971 in Sambia Tonaufzeichnungen von einem Jungen, der eine Blechkanistergitarre mit vier Saiten vom ramkie-Typ spielte. Die Saitenstimmung B–G–D–C von oben nach unten entspricht der typischen Banjo-Stimmung in Sambia und Malawi. Ein solches Instrument namens igqongwe (igqonqwe) ist auf einer Fotografie von 1964 zu sehen, die einen musizierenden Zulu-Jungen aus Südafrika zeigt. Wann die Blechkanistergitarre von Südafrika nach Norden gelangte, ist unbekannt. Möglicherweise erfolgte die Verbreitung nach Sambia und Namibia durch Arbeitsmigranten. Dieser selbstgebaute Lautentyp (banjo) wurde weniger häufig auch in Malawi beobachtet. In Sambia ist die drei- oder viersaitige mbanjo seit den 1950er Jahren speziell bei 10- bis 15-jährigen Jungen beliebt. Sie verbreitete sich zusammen mit dem in dieser Zeit in Mode gekommenen Kwela von den südafrikanischen Townships bis in die Nordwestprovinz und wurde in lokale Musikstile übernommen. Jugendliche dieser Altersgruppe stellen ihre Musikinstrumente mit einfachen Mitteln selbst her und steigen später – falls sie weiterhin Musik machen – auf bessere Instrumente um.

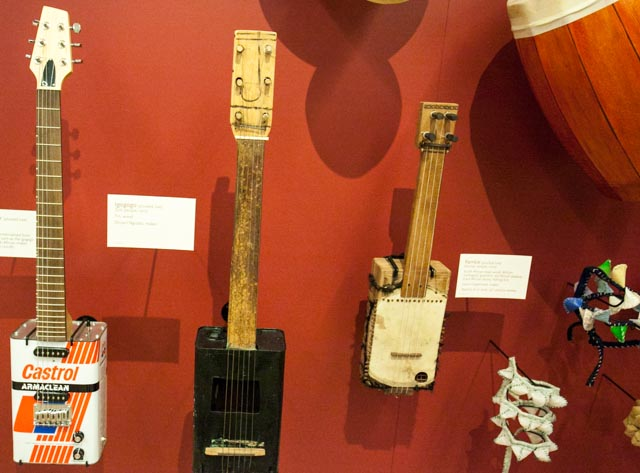
Von links nach rechts: Afri-can guitar aus Kapstadt, 2009; igogogo der Zulu, 2009, beide mit Blechkanisterkorpus; ramkie mit Holzkorpus und Hautdecke, 2009. Musical Instrument Museum, Phoenix, Arizona

Eine vergleichbare Adaption europäischer Kastenhalslauten stellt vermutlich die kabosy auf Madagaskar dar, die mit einem aus Holzbrettern gefügten, rechteckigen Korpus in unterschiedlichen Größen vorkommt. Die kabosy ist auch unter den Namen gitara, mandoliny und mandolina bekannt. Zupflauten mit einem gitarrenähnlichen, taillierten Korpus werden ebenfalls kabosy genannt. Eine archaisch aussehende Variante der gabusi (von qanbus) auf den Komoren mit einem schmalen Korpus und einem relativ breiten Hals erinnert an den ursprünglichen Typ der ramkie.
Heute werden in Südafrika – einem nostalgischen Trend folgend – unter dem Label Afri-can guitar sechssaitige Gitarren, deren Korpus aus einem bunt bemalten Ölkanister besteht, handwerklich oder mit industriellen Produktionsverfahren hergestellt. Deren Hals hat wie bei einer echten Gitarre Bünde, der Klang ist jedoch nicht mit dem einer solchen vergleichbar. Entsprechende, selbst gefertigte Gitarren mit vier oder sechs Saiten sind in ganz Südafrika als blik kitaar bekannt, regional geläufig sind die Namen katara in Lesotho und Botswana, igogogo in Zululand und allgemein weiterhin ramkie.
Andere Saiteninstrumente im südlichen Afrika mit Blechkanister-Resonatoren sind die einsaitige Trogzither segankuru mit einem Stimmwirbel und die einfachere isankuni, deren Saite direkt zwischen dem Ende des Trägerstabes und einer Kante des Kanisters gespannt ist. Im Kweneng District in Botswana beispielsweise gab es 1980 folgende traditionelle Saiteninstrumente: den Mundbogen lengope, dessen Saite mit einem Stöckchen geschlagen wird, den Kalebassen-Musikbogen segwane und die segankuru (serankure). Eine Einzelbeobachtung war ein Junge, der zur Gesangsbegleitung eine dreisaitige ramkie mit einem Korpus aus einem Bohnerwachs-Blechkanister zupfte.